# Ardley Lake
Der Ardley Lake (in Chile Laguna Ripamonti, chinesisch 月牙湖, Pinyin Yuèyá Hú – „Halbmondsee“) ist ein rund 100 m langer See auf Ardley Island in der Maxwell Bay von King George Island im Archipel der Südlichen Shetlandinseln. Er ist der größte und einzige dauerhafte See auf der Westseite der Insel.
Das UK Antarctic Place-Names Committee benannte ihn 2007 in Anlehnung an die Benennung der ihn beheimatenden Insel. Deren Namensgeber ist Richard Arthur Blyth Ardley (1906–1942), Offizier an Bord der RRS Discovery II im Rahmen der britischen Discovery Investigations (1929–1931 und 1931–1933). Chilenische Wissenschaftler benannten ihn dagegen 1984 nach Julio Ripamonti Barros (* 1916), Architekt chilenischer Forschungsbasen in Antarktika.